# Sultanatet Geledi

Afrikas horn 1915

Sultanatet Geledi var en historisk monarki som låg i nuvarande södra Somalia mellan 1600-talet och 1911.
Det spelade en tid en dominant roll vid Indiska oceanen och mottog under en period tribut från Oman. Dess huvudstad var Afgooye. Riket annekterades och blev en del av Italienska Somaliland 1911.